# German Football League 2
Die German Football League 2 (GFL2), früher 2. Bundesliga, ist die zweithöchste Spielklasse für American Football in Deutschland. Sie wird vom American Football Verband Deutschland (AFVD) ausgerichtet und bildet den Unterbau für die German Football League (GFL).
Den Unterbau der GFL2 bilden die Regionalligen, die von den Landesverbänden geführt werden. Neben der sportlichen Qualifikation müssen ab der GFL2 bestimmte Lizenzbestimmungen erfüllt werden, die Vereine müssen ihre Wirtschaftlichkeit nachweisen. Dieses Lizenzierungsverfahren des AFVD wurde mit der Saison 2002 eingeführt.

## Geschichte
Die Geschichte der zweiten Liga geht bis ins Jahr 1982 zurück, als in drei Gruppen gespielt wurde. Ab der Saison 1986 wurde in vier Gruppen (Süd, Mitte, West, Nord) gespielt. Diese Aufteilung bestand bis zur Saison 1994.
Bis 1990 firmierte das ganze noch unter dem Namen Regionalliga.
Mit der Saison 1995 wurden die vier Gruppen auf nur noch zwei Gruppen reduziert. Die Gruppen Mitte und Süd wurden zusammengelegt zur Gruppe Süd sowie West und Nord zu Nord. Diese Aufteilung gilt bis heute. Aktuell spielen jeweils acht Mannschaften in einer Gruppe, jedoch kam es immer wieder durch kurzfristige Rückzüge zu weniger Teams in einer Saison.
Nach der Saison 2007 wurde die 2. Bundesliga in German Football League 2 umbenannt.

## Spielmodus
Gespielt wird nach den deutschen Regeln des AFVD, die auf den Regeln des College Footballs der NCAA basieren.
Gespielt wird in jeder Gruppe Jeder gegen Jeden. Interconference-Spiele zwischen Nord- und Südgruppe gibt es keine.
Die Tabellenersten erhalten nach der Saison die Möglichkeit, durch zwei Relegationsspiele gegen den GFL-Letzten der entsprechenden Gruppe in die GFL aufzusteigen. Die beiden Tabellenletzten der GFL2-Gruppen steigen direkt in die Regionalligen ab.
Die Aufsteiger in die GFL2 erspielen sich, jeweils in einem Hin- und Rückspiel, in folgenden Vergleichen:
- GFL2 Nord
  - 1. RL West – 1. RL Nord
  - 1. RL Ost – 1. RL West
  - 1. RL Nord – 1. RL Ost

- GFL2 Süd
  - 1. RL Mitte – 1. RL Süd
  - 1. RL BaWü – 2. RL Süd

## Vereine in der GFL2 der Saison 2025
Gruppe Nord
Staffel 1
- Elmshorn Fighting Pirates (Aufsteiger RL Nord)
- Langenfeld Longhorns
- Rostock Griffins

Die Staffel 1 der Gruppe Nord besteht aus nur drei Teams, da die Oldenburg Knights ihr Team zurückgezogen haben.
Staffel 2
- Hamburg Pioneers
- Krefeld Ravens (Aufsteiger RL West)
- Leipzig Lions (Aufsteiger RL Ost)
- Lübeck Cougars

Gruppe Süd
Staffel 1
- Albershausen Crusaders
- Gießen Golden Dragons
- Montabaur Fighting Farmers
- Nürnberg Rams (Aufsteiger RL Süd)

Staffel 2
- Biberach Beavers (Aufsteiger RL Südwest)
- Fursty Razorbacks
- Regensburg Phoenix
- Wiesbaden Phantoms (Aufsteiger RL Mitte)

### Zeitleiste
Stand: vor Saison 2024

## Meister auf Aufsteiger
Die beiden Meister der GFL2 qualifizieren sich jeweils für ein Play-off-Spiel gegen das letztplatzierte Team der entsprechenden Gruppe in der GFL um den Aufstieg in die GFL.  Die folgende Tabelle gibt eine Übersicht über die Meister der GFL2.
| Saison                   | Nord                        | Süd                   |
| ------------------------ | --------------------------- | --------------------- |
| 2006                     | Kiel Baltic Hurricanes      | Weinheim Longhorns    |
| 2007                     | Hamburg Eagles              | Munich Cowboys        |
| German Football League 2 |                             |                       |
| 2008                     | Assindia Cardinals          | Plattling Black Hawks |
| 2009                     | Berlin Rebels d             | Franken Knights       |
| 2010                     | Mönchengladbach Mavericks d | Saarland Hurricanes d |
| 2011                     | Hamburg Blue Devils d       | Franken Knights d     |
| 2012                     | Köln Falcons                | Allgäu Comets         |
| 2013                     | Bielefeld Bulldogs          | Allgäu Comets         |
| 2014                     | Hamburg Huskies d           | Kirchdorf Wildcats    |
| 2015                     | Hildesheim Invaders d       | Frankfurt Universe v  |
| 2016                     | Cologne Crocodiles          | Ingolstadt Dukes      |
| 2017                     | Potsdam Royals              | Kirchdorf Wildcats    |
| 2018                     | Düsseldorf Panther          | Ravensburg Razorbacks |
| 2019                     | Elmshorn Fighting Pirates   | Ravensburg Razorbacks |
| 2020                     | –                           | –                     |
| 2021                     | Berlin Adler d              | Straubing Spiders v   |
| 2022                     | Paderborn Dolphins          | Ingolstadt Dukes v    |
| 2023                     | Hildesheim Invaders d       | Kirchdorf Wildcats d  |
| 2024                     | Düsseldorf Panther d        | Pforzheim Wilddogs d  |

_ Aufstieg in die GFL